# Battle Skipper
Battle Skipper (美少女遊撃隊バトルスキッパー, Bishoujo Yuugekitai Battle Skipper) é um anime OVA, em três episódios, baseado nos mini-mechas de brinquedo lançados pela Tomy. Conta a história de um grupo de garotas colegiais que entram para um esquadrão de combate. O anime tem um foco maior na história das garotas do que na dos mechas em si.
Na TV aberta brasileira, Battle Skipper foi exibido parcialmente em 1997, pela extinta TV Manchete, no programa U.S. Manga.

## Episódios
1. O relâmpago do humor! (気分は電光石火!, Kibun wa denkōsekka!)
2. Mágoa hoje à noite!! (今夜はハートエイク!!, Kon'ya wa hātoeiku!!)
3. O show super radical de uma noite só!! (超過激にワンナイトショー!!, Chō kageki ni wan naito shō!!)

## História
Saori, Kanami e Shioko acabam de entrar para o St. Ignacio, um colégio só para moças. No St. Ignácio existem dois clubes de estudantes: o "Clube de Etiqueta" (Kareibu) e o "Clube das Debutantes" (Reihoubu). Contrariando a maior parte a das alunas que preferem entrar para o popular Clube das Debutantes, as três recém-chegadas entram para o Clube de Etiqueta e logo descobrem que, na verdade, seus membros são parte de esquadrão secreto chamado Exters (ou ExStars). Em batalha as Exters utilizam veículos de combate chamados Battle Skippers, que são um tipo de mecha-tanque, com capacidade para uma pessoa. A seqüencia de transformação possui características predominante Fan service.

## Personagens
- Reika Ayanokouji: Presidente do "Clube de Etiqueta" e herdeira das Indústrias Uruyasu. Reika possui um tom de voz suave e esta sempre protegendo os segredos dos Battle Skippers, temendo que possam cair em mãos erradas. Ela tem um parentesco com sua mimada rival Sayaka Kitaouji.
- Rie Shibusawa: Vice-presidente do Clube de Etiqueta. Rie é geralmente imprudente, impetuosa e imprevisível, um verdadeiro contraste para a personalidade tranqüila e serena de Reika, No campo de batalha, Rie é tão poderosa quanto Reika, e é sempre leal a ela e sua família.
- Saori Tachibana: Novata no St. Ignácio. Originalmente queria entrar para o Clube das Debutantes, mas foi persuadida pr Shihoko a entrar no Clube de Etiqueta. O cabelo de Saori lembra o da Sailor Moon, mas a semelhanças terminam ai.
- Kanami Izaki: Novata no St. Ignacio. Entrou para o Clube de Etiqueta por odiar Sayaka Kitaouji e o Clube das Debutantes. Kanami é uma das garots mais inteligentes do Japão, e secretamente também uma das mais fortes, para o espanto de Rie Shibusawa. Kanami rapidamente se torna amiga de Saori e Shihoko em seu primeiro.
- Shihoko Sakaki: Novata no St. Ignacio e amiga de infância de Saori. Após assistir o fracassado discurso de Rie, no qual ela chamava as pessoas para entrar no Clube de Etiqueta, Shihoko decide seguir Rie. Shihoko pode ser frágil e tímida, mas nunca desiste.
- Sayka Kitaouji: Prsidente do Clube das Debutantes, herdeira das Indústrias Makuhari e a principal antagonista da série. Sayaka quer um Japão governado por mulheres tão fortes quanto ela, e dominar o mundo. A maior parte da renda do St. Ignácio vem das contribuições das Indústrias Mukahari, o que faz de Sayaka ainda mais arrogante.
- Todou: Assistente pessoal e lacaio de Sayaka. Todou é um bishōnen que faria qualquer coisa por Sayka, já que tem uma queda por ela. No campo de batalha Todou é igualmente perspicaz e impiedoso em seus planos para exterminar as Exters e assim assegurar as Indústrias Makuhari como a única sobrevivente na guerra da indústria mecânica.

## Os Battle Skippers
Os Battle Skippers são tanques-robô, equipados com sistemas IA, que serve para proporcionar ao piloto uma melhor performance. São fabricados pelas Indústrias Mukuhari, Uruyasu, Toyotomi e Grand Rover. Os Battle Skippers pilotados pelas Exters são da Uruyasu enquanto os pilotados pelo Clube das Debutantes são da Makuhari. Na versão original, em japonês, o Battle Skipper de Saori tem um sotaque Kansai enquanto o de Rie fala com um sotaque mais próximo do dialeto de Osaka (que no Japão é considerado por muitos como um dialeto rápido, sujo, "pé no chão" e até mesmo engraçado).

## Fonte
- Battle Skipper - Wikipédia Anglófona